# Francia en la Eurocopa 1960
La Selección de fútbol de Francia fue una de las 4 selecciones participantes en la Eurocopa 1960, que se llevó a cabo entre el 6 de julio y el 10 de julio de 1960 en Francia.
Francia fue anfitriona de la primera Eurocopa de la historia. La fase final comenzó desde las semifinales. Tras clasificarse sin incidentes para la fase final, la selección francesa tuvo bajas importantes como Raymond Kopa y Just Fontaine para enfrentarse a la selección de Yugoslavia. Los anfitriones ganaban por 4-2 pero los balcánicos remontaron en el último cuarto de hora, finalizando el encuentro por 4-5 a favor de Yugoslavia. En lo que sigue siendo el partido con más goles en la historia de la competición.
En el partido por el tercer lugar, Francia perdió por 2-0 frente a Yugoslavia, despojando a los anfitriones del podio.

## Clasificación

### Octavos de final

#### Francia – Grecia
| 1 de octubre de 1958, 20:30 | Francia                                                             | 7:1 (3:0) | Grecia      | Parque de los Príncipes, París                                       |                                                                      |
|                             | Kopa 23' · Fontaine 35', 75' · Cisowski 44', 68' · Vincent 61', 87' |           | Yfantis 48' | Asistencia: 37.590 espectadores Árbitro(s): Gottfried Dienst (Suiza) | Asistencia: 37.590 espectadores Árbitro(s): Gottfried Dienst (Suiza) |

| 3 de diciembre de 1958, 15:00                                                                             | Grecia           | 1:1 (0:0) | Francia   | Apostolos Nikolaidis Stadium, Atenas                                    |                                                                         |
| | Marche 85' (ag.) |           | Bruey 71' | Asistencia: 18.833 espectadores Árbitro(s): Vincenzo Orlandini (Italia) | Asistencia: 18.833 espectadores Árbitro(s): Vincenzo Orlandini (Italia) |
| Francia ganó por 8-2 en el global. Roger Marche convierte el primer autogol en la Historia de la Eurocopa |                  |           |           |                                                                         |                                                                         |

### Cuartos de final

#### Francia – Austria
| 13 de diciembre de 1959, 14:30                      | Francia                                  | 5:2 (3:1) | Austria                 | Stade Olympique Yves-du-Manoir, Colombes                                  |                                                                           |
|                                                     | Fontaine 6', 18', 82' · Vincent 35', 70' |           | Horak 25' · Pichler 65' | Asistencia: 43.775 espectadores Árbitro(s): Manuel Martín Asensi (España) | Asistencia: 43.775 espectadores Árbitro(s): Manuel Martín Asensi (España) |
| Just Fontaine anota el primer triplete en eurocopas |                                          |           |                         |                                                                           |                                                                           |

| 27 de marzo de 1960, 15:00         | Austria                | 2:4 (1:0) | Francia                                                  | Estadio Ernst Happel, Viena                                       |                                                                   |
|                                    | Nemec 26' · Probst 64' |           | Marcel 46' · Fontaine 60' · Heutte 77' · Kopa 83' (pen.) | Asistencia: 39.229 espectadores Árbitro(s): Leo Helge (Dinamarca) | Asistencia: 39.229 espectadores Árbitro(s): Leo Helge (Dinamarca) |
| Francia ganó por 9-4 en el global. |                        |           |                                                          |                                                                   |                                                                   |

## Preparación
| Fecha                    | Lugar    |         |                    | Resultado |                    |         |
| ------------------------ | -------- | ------- | ------------------ | --------- | ------------------ | ------- |
| 17 de septiembre de 1959 | París    | Francia | Bandera de Francia | 4:3       | Bandera de España  | España  |
| 28 de febrero de 1960    | Bruselas | Bélgica | Bandera de Bélgica | 1:0       | Bandera de Francia | Francia |
| 16 de marzo de 1960      | París    | Francia | Bandera de Francia | 6:0       | Bandera de Chile   | Chile   |

## Jugadores
| #  | Nombre              | Posición      | Edad | Club             |
| -- | ------------------- | ------------- | ---- | ---------------- |
| 1  | Georges Lamia       | Portero       | 27   | OGC Niza         |
| 16 | Jean Taillandier    | Portero       | 22   | Racing de París  |
| 2  | André Chorda        | Defensa       | 22   | OGC Niza         |
| 3  | Robert Herbin       | Defensa       | 21   | AS Saint-Étienne |
| 4  | Robert Jonquet      | Defensa       | 35   | Stade de Reims   |
| 6  | Bruno Rodzik        | Defensa       | 25   | Stade de Reims   |
| 8  | Robert Siatka       | Defensa       | 26   | Stade de Reims   |
| 5  | Jean Wendling       | Mediocampista | 26   | Stade de Reims   |
| 7  | René Ferrier        | Mediocampista | 23   | AS Saint-Étienne |
| 11 | Jean-Jacques Marcel | Mediocampista | 29   | Racing de París  |
| 15 | Lucien Müller       | Mediocampista | 25   | Stade de Reims   |
| 18 | Yvon Douis          | Delantero     | 25   | Le Havre AC      |
| 9  | François Heutte     | Delantero     | 22   | Racing de París  |
| 10 | Paul Sauvage        | Delantero     | 21   | Stade de Reims   |
| 12 | Michel Stievenard   | Delantero     | 22   | RC Lens          |
| 13 | Jean Vincent        | Delantero     | 29   | Stade de Reims   |
| 14 | Maryan Wisnieski    | Delantero     | 23   | RC Lens          |
| DT | Albert Batteux      |               |      |                  |

## Participación

### Semifinales
| 6 de julio de 1960, 20:00                           | Francia                                        | 4:5 (2:1) | Yugoslavia                                             | Parc des Princes, París                                               |                                                                       |
|                                                     | Vincent 12' · Heutte 43', 62' · Wisniewski 53' |           | Galić 11' · Zanetic 55' · Knez 75' · Jerković 78', 79' | Asistencia: 26.370 espectadores Árbitro(s): Gaston Grandain (Bélgica) | Asistencia: 26.370 espectadores Árbitro(s): Gaston Grandain (Bélgica) |
| Partido con más goles en la historia de la Eurocopa |                                                |           |                                                        |                                                                       |                                                                       |

### Tercer lugar
| 9 de julio de 1960, 18:00 | Checoslovaquia            | 2:0 (0:0) | Francia | Stade Vélodrome, Marsella                                        |                                                                  |
|                           | Bubník 58' · Pavlovič 88' |           |         | Asistencia: 9.438 espectadores Árbitro(s): Cesare Jonni (Italia) | Asistencia: 9.438 espectadores Árbitro(s): Cesare Jonni (Italia) |

## Estadísticas

### Posiciones

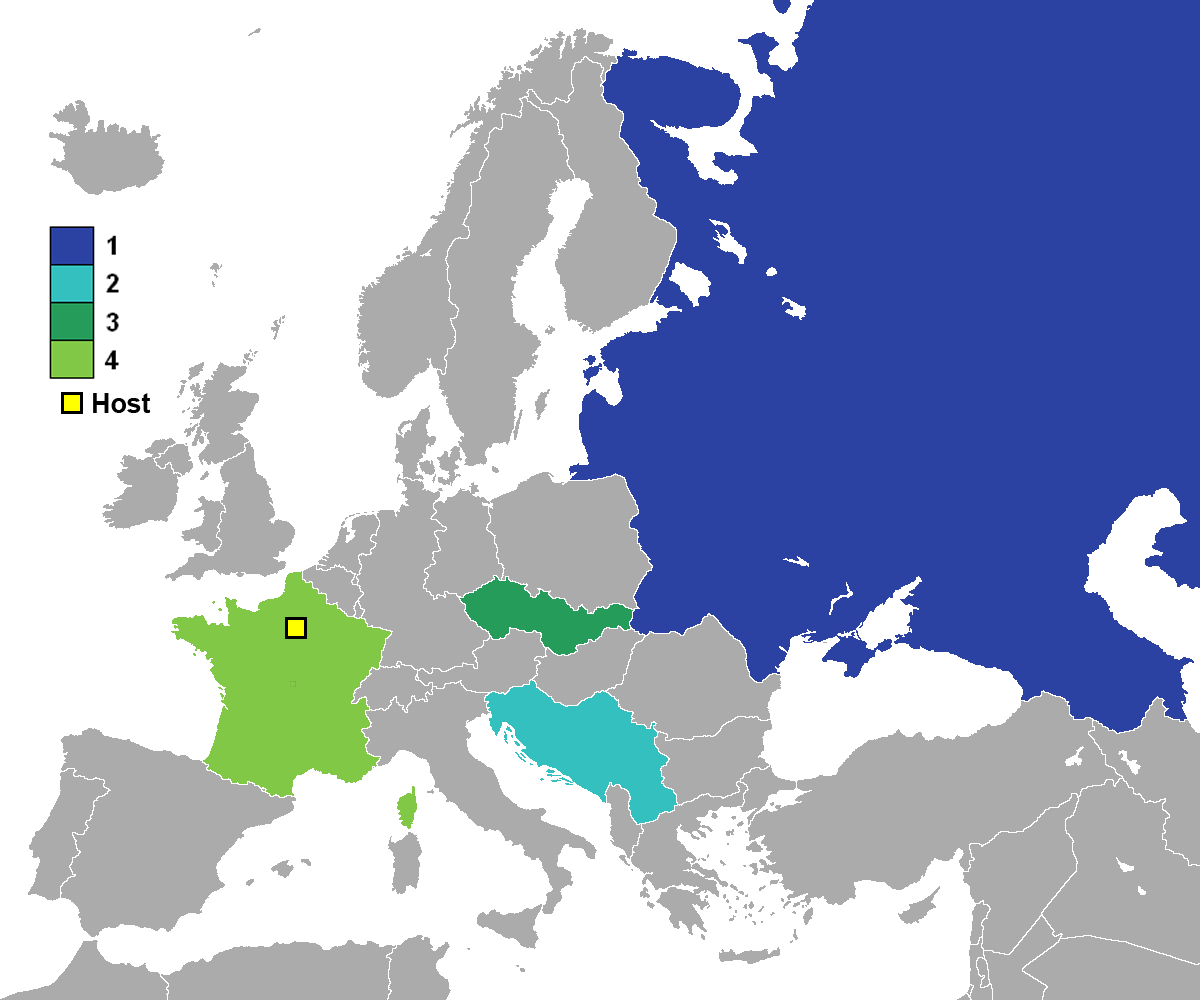
Mapa según los resultados de la Euro 1960.

#### Clasificación general
| Equipo | Equipo          | Pts | PJ | PG | PE | PP | GF | GC | Dif | Rend |
| ------ | --------------- | --- | -- | -- | -- | -- | -- | -- | --- | ---- |
| 1      | Unión Soviética | 4   | 2  | 2  | 0  | 0  | 5  | 1  | 4   | 100% |
| 2      | Yugoslavia      | 2   | 2  | 1  | 0  | 1  | 6  | 6  | 0   | 50%  |
| 3      | Checoslovaquia  | 2   | 2  | 1  | 0  | 1  | 2  | 3  | -1  | 50%  |
| 4      | Francia         | 0   | 2  | 0  | 0  | 2  | 4  | 7  | -3  | 0%   |

### Goleadores
| Jugador           | Goles | PJ | Minuto |
| ----------------- | ----- | -- | ------ |
| Francois Heutte   | 2     | 2  | 180'   |
| Jean Vincent      | 1     | 2  | 180'   |
| Maryan Wisniewski | 1     | 2  | 180'   |